# Viana (Nembro)
Viana [ˈvjaːna] è un quartiere del comune di Nembro, in provincia di Bergamo.

## Geografia fisica

### Territorio

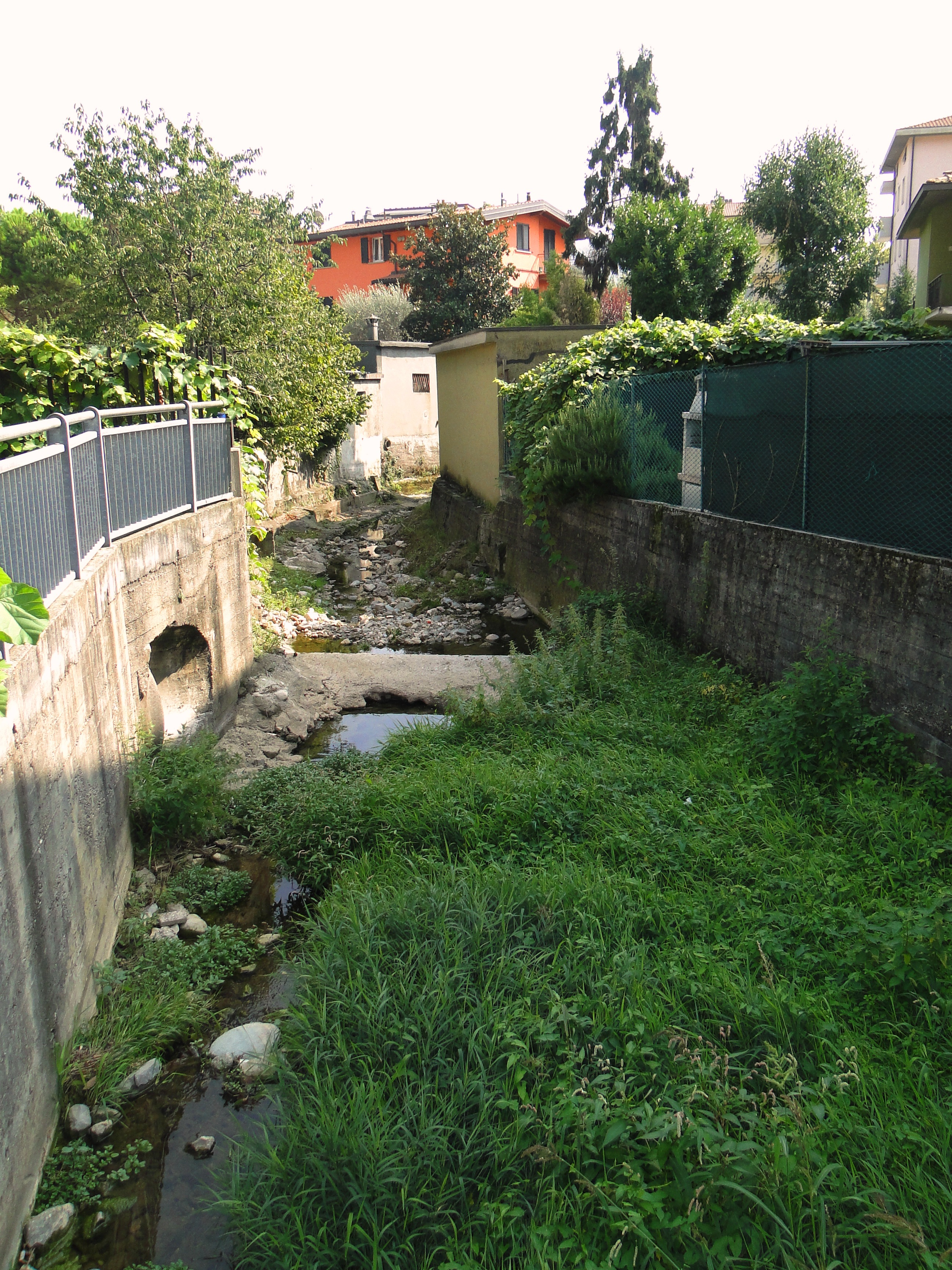
Il torrente Luio, confine amministrativo tra Alzano e Nembro

Il territorio del quartiere di Viana occupa la porzione ovest del comune di Nembro, del quale è il primo nucleo abitativo che si incontra provenendo da Bergamo, e si sviluppa a margine della vecchia strada provinciale della bassa val Seriana.
Situato sul versante orografico destro della valle, è delimitato ad est dal quartiere di San Nicola, a sud dal fiume Serio, a nord dal colle Bastia, ultima propaggine dei monti Monte Valtrosa e Podona, e ad ovest dal torrente Luio, che funge anche da confine amministrativo con Alzano Sopra, frazione del comune di Alzano Lombardo.
Originariamente il nucleo primitivo del quartiere si sviluppava attorno alla chiesa di San Rocco, con alcune case rustiche sparse lungo il corso della roggia Serio Grande e della roggia Morlana. In seguito al notevole incremento urbanistico verificatosi nella seconda parte del XX secolo, la parte abitata si è sviluppata ricoprendo quasi interamente l'area pianeggiante, un tempo adibita a colture quali granoturco e frumento e parte di quella collinare, un tempo ricoperta da vigneti e frutteti.

## Luoghi d'interesse

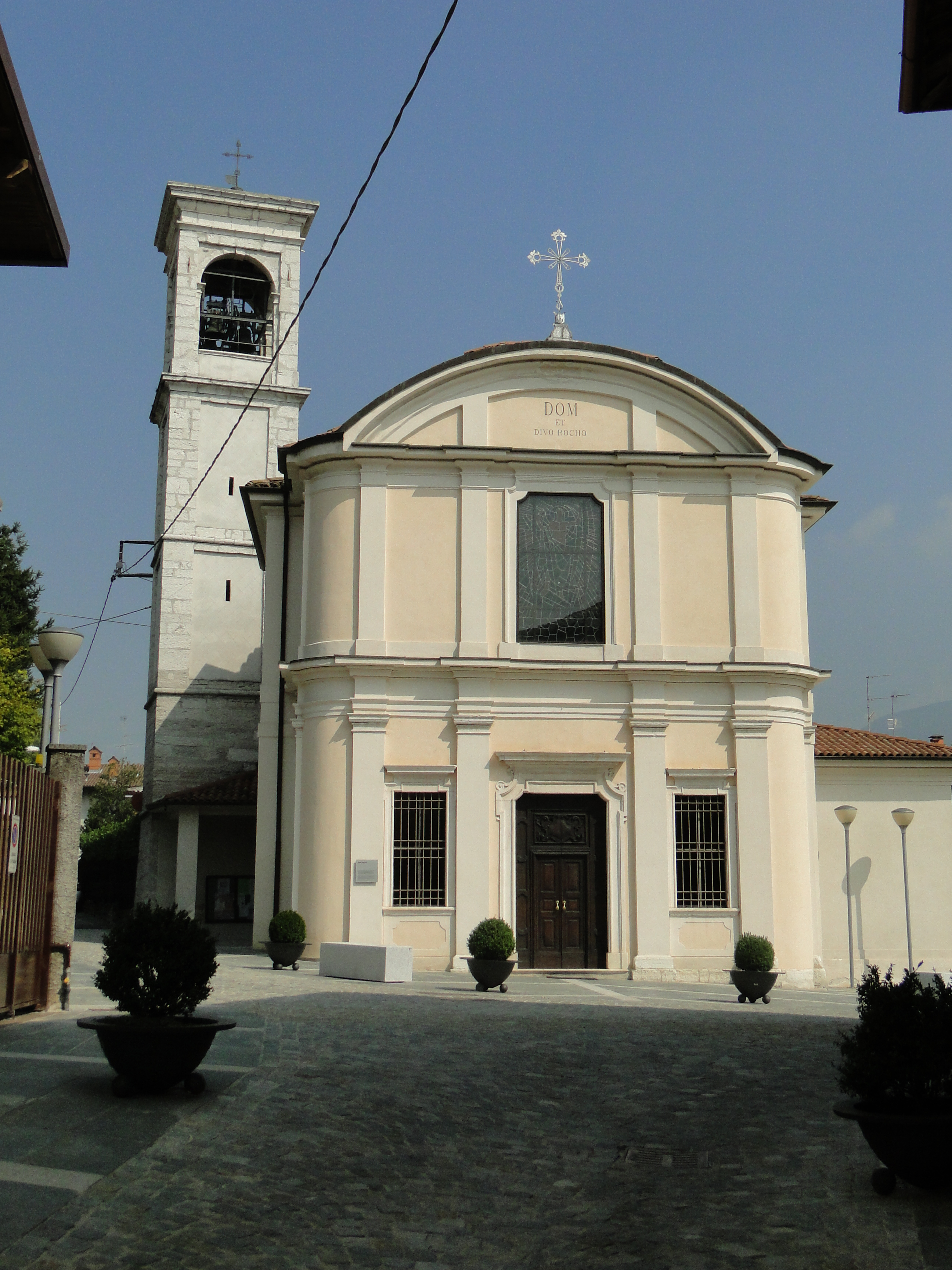
La chiesa di San Rocco

Il principale luogo d'interesse è la chiesa di san Rocco. Questa venne costruita nella seconda parte del XVI secolo, in concomitanza con la visita pastorale di San Carlo Borromeo, avvenuta nel 1575, durante la quale l'allora arcivescovo di Milano ne sollecitò il completamento, disponendo contestualmente l'abbandono del piccolo oratorio dei Disciplini, fino ad allora unico luogo di culto in Viana.
Riedificata nella prima metà del XVIII secolo su progetto iniziale di Giovan Battista Caniana, presenta una struttura a singola navata, suddivisa in tre campate, con il campanile posto sul lato sinistro. All'interno si trovano opere pregevoli, risalenti al XVII-XVIII secolo, quali la tela I Quattro Martiri Coronati di Giovan Battista Brighenti, la Madonna del Carmine di Marziale Carobbio, la Madonna del rosario e santi di Giovanni Carobbio e il Ritrovamento di Mosè e Il riconoscimento di San Rocco di Pietro Gualdi Lodrini.
Di particolare interesse è anche il piccolo centro storico situato attorno alla chiesa, composto da case rustiche e abitazioni, molte delle quali recentemente ristrutturate, che ricordano le origini agricole del territorio.
In ambito naturalistico esistono inoltre itinerari che si sviluppano sia lungo la piccola valle Luio, sia verso le propaggini che sovrastano l'abitato, tramite i quali è possibile raggiungere il santuario dello Zuccarello e la frazione Lonno.

## Storia

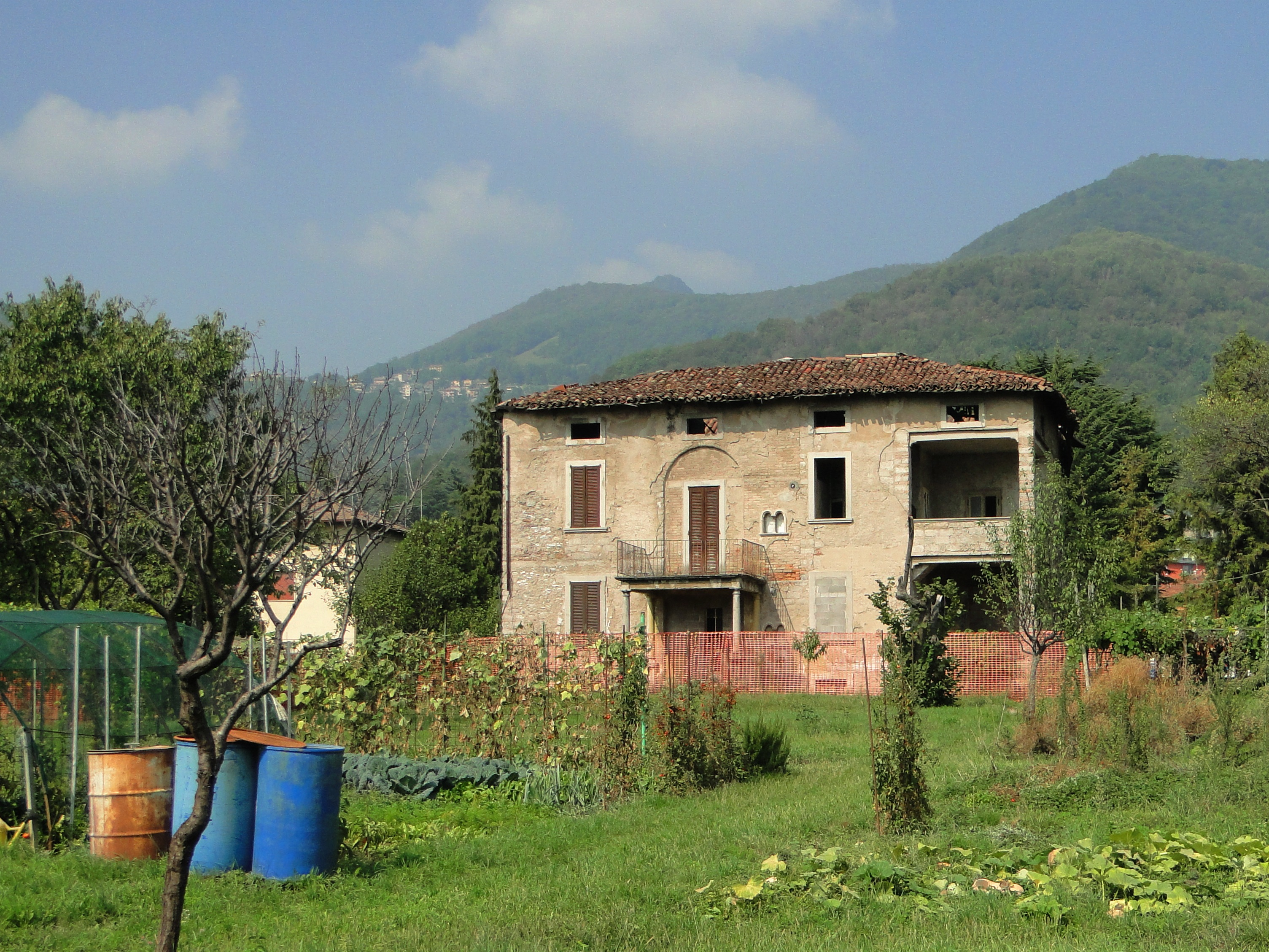
Casa rurale (oggi demolita) nei pressi della roggia Serio

Secondo una leggenda, riportata dallo scrittore Giovanni Maironi da Ponte nel suo Dizionario odeporico, la cruenta battaglia avvenuta il 6 febbraio 464 tra Ricimero, generale dell'Impero romano d'occidente e Beorgor, re degli Alani, si svolse proprio nella piana dove ora si trova Viana.
La stessa leggenda vorrebbe anche che il nome del quartiere derivi da questo evento: il luogo dove vennero sconfitti gli Alani sarebbe infatti stato ricordato come "Via alano", traslato poi in "Viano" e infine nell'attuale "Viana".
Tuttavia la reale origine del toponimo sarebbe invece riconducibile al fatto che questi luoghi fossero di proprietà della famiglia degli "Avii". Tale teoria verrebbe suffragata anche da un documento, risalente all'anno 992, in cui la località viene indicata con il nome di "Avianum".
Più dubbia la teoria, sostenuta da Boselli e da Ulivieri, secondo la quale l'origine sarebbe da attribuire a "Vicanus", derivazione di "Vicus" (villaggio).
Per il resto, la storia di Viana non presenta grandi eventi o date importanti, essendo stata scandita dalle abitudini dei propri abitanti. Popolazione di modesta estrazione, storicamente composta da allevatori, agricoltori e operai nelle cave di terra rossa (utilizzata per la produzione di mattoni) e nel campo dell'estrazione delle pietre coti.
Fino al termine della Seconda guerra mondiale il territorio era disseminato di case agricole e qualche abitazione borghese, specialmente presso la località "Valbona". 
Fra i personaggi di rilievo locale figuravano: il tenore e patriota Antonio David (1805-1849), gli industriali tessili Enrico e Giovanni Blumer che — sul finire del XIX secolo — vennero anche insigniti della cittadinanza onoraria grazie alle elargizioni fatte alla comunità, su tutte la costruzione dell'asilo infantile, delle scuole elementari e della casa di riposo.
Un'altra personalità di rilievo fu Alessandro Bigni, figlio di Cristoforo vissuto nel XVI secolo: falegname, intarsiatore e architetto le cui opere sono tuttora presenti in numerose chiese di Venezia.

## Società

### Evoluzione demografica
La popolazione residente nel 1706 era pari a 102 abitanti, cresciuti a 112 nel 1802. I decenni successivi videro un progressivo e costante aumento fino a raggiungere le 228 unità del 1875 e le 354 del 1915.
Dopo un breve periodo di flessione demografica (248 abitanti nel 1951), nella seconda parte del XX secolo il numero dei residenti ebbe un incremento esponenziale, in seguito al cosiddetto boom edilizio che interessò la zona: nel 1961 la popolazione raddoppiò rispetto a dieci anni prima, assestandosi a 568, mantenendo lo stesso andamento anche nel decennio successivo quando superò quota 1000 (1018 residenti nel 1971). L'aumento continuò fino alla fine del secolo, dopodiché i numeri cominciarono ad assestarsi, oscillando tra i 1700 e i 1800.